# Mateusz Radziwiłł
Mateusz Radziwiłł (ur. 1768  – zm. 1818), książę, generał wojsk rosyjskich, tajny radca stanu, właściciel dóbr Berdyczów. Wychowanek korpusu kadetów w Petersburgu.
Po śmierci ojca w 1770 roku, jego matka wyszła powtórnie za mąż za Stanisława Kostkę Nowakowskiego. Mieszkał i był przez nią wychowywany w Hryszkowcach koło Berdyczowa. Ożenił się z córką generała Stanisława Eustachego Zakrzewskiego, która mu wniosła w posagu dworek rodziny. Po jej śmierci ożenił się z kuzynką Julią, córką Mikołaja Radziwiłła, wdową po Józefie Judyckim. Większość źródeł podaje, że był bezdzietny, jednak można napotkać informacje, że jego syn Aleksander zmarł w wieku 8 lat, prawdopodobnie dlatego też o nim się nie wspomina.